# Satanocrater
Satanocrater es un género de plantas con flores perteneciente a la familia Acanthaceae. El género tiene siete especies de hierbas descritas y de estas solo 2 aceptadas. Son nativas de las regiones tropicales de África.

## Taxonomía
El género fue descrito por Georg August Schweinfurth y publicado en Verhandlungen der Zoologisch-botanischen Gesellschaft in Wien 18: 676. 1868. La especie tipo es: Satanocrater fellatensis Schweinf.

## Especies
- Satanocrater paradoxa (Lindau) Lindau
- Satanocrater ruspolii (Lindau) Lindau